# Синявець Оріон
Синявець Оріон (Scolitantides orion) — вид денних метеликів родини Синявцеві (Lycaenidae).

## Назва

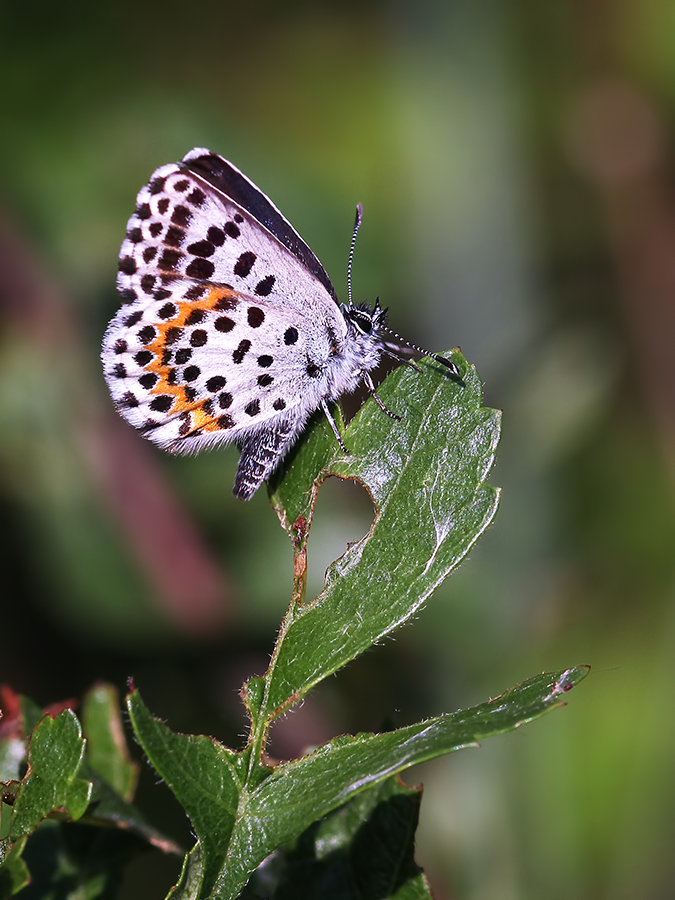

Вид названо на честь персонажа давньогрецької міфології Оріона — беотійський велетень-красень, син Посейдона й океаніди Евріали.

## Поширення
Вид поширений майже по у всій Європі, Західній, Середній та помірній Азії до Японії включно. В Україні звичний у лісовій зоні, місцями у Карпатах та лісовій зоні, рідкісний в Криму.

## Опис
Довжина переднього крила у самців — 13-17 мм, у самиць — 15-19 мм.

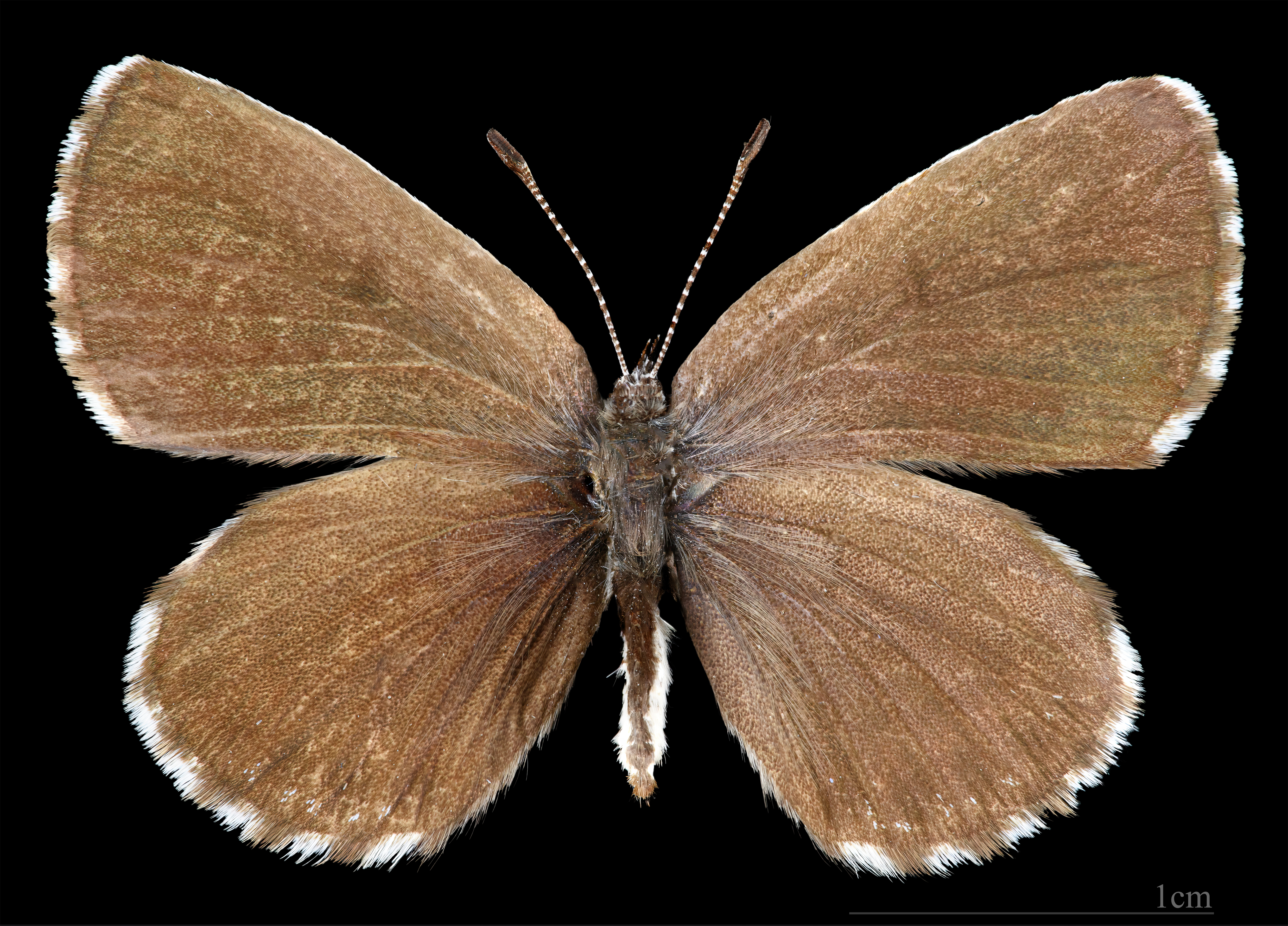
Scolitantides o. orion  ♀
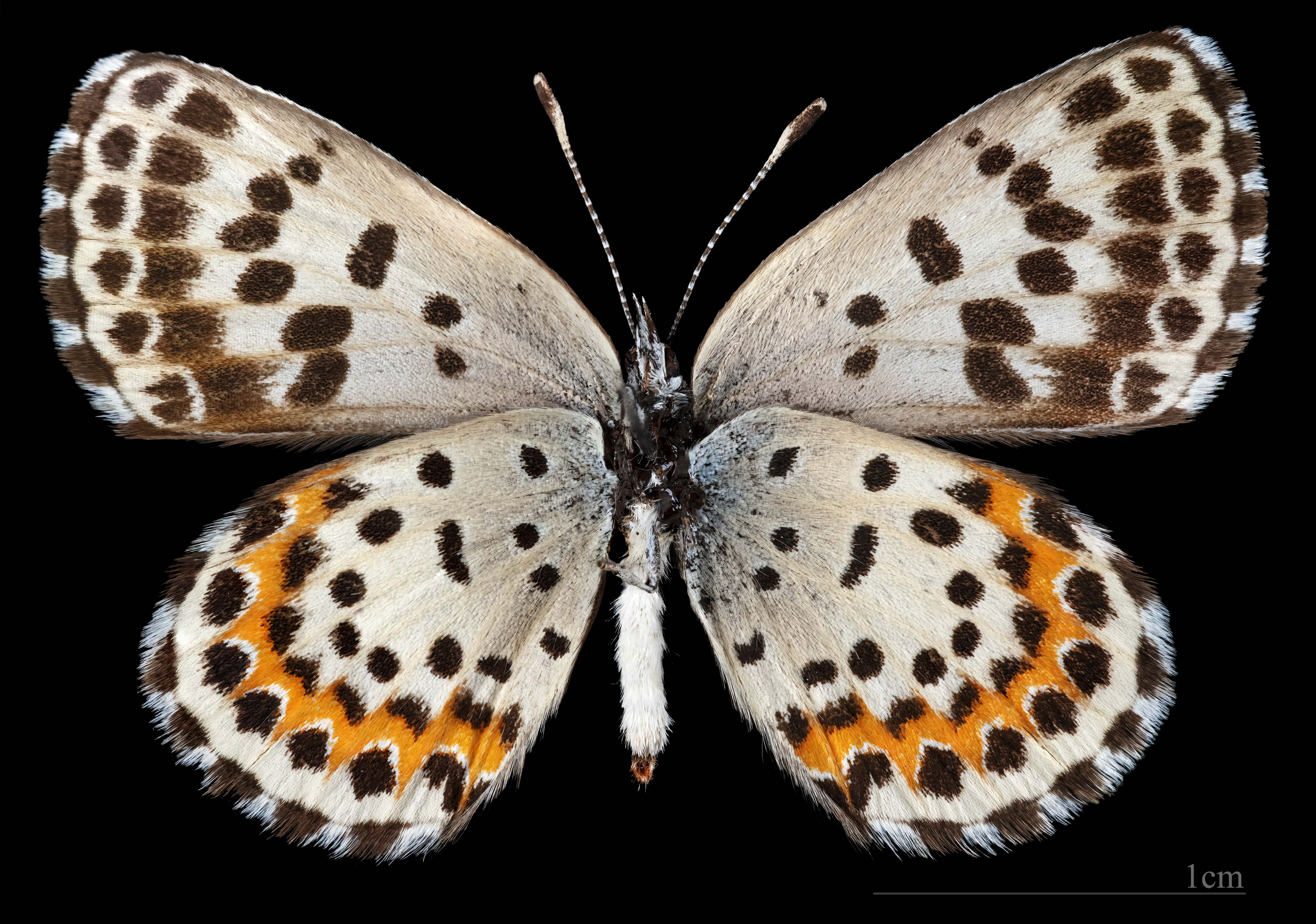
Scolitantides o. orion  ♀ △

## Біологія
Вид мешкає в сухих лісах. У році розвивається два покоління. Метелики літають з середини травня до середини червня, а потім в серпні. Кормові рослини гусениць — види роду очиток (Sedum). Мірмекофільний вид. Гусениці підгодовуються мурахами Tapinoma erraticum, Camponotus vagus, Camponotus aethiops. Зимують лялечки на поверхні ґрунту або під камінням.